# Helmut Richard Körnig

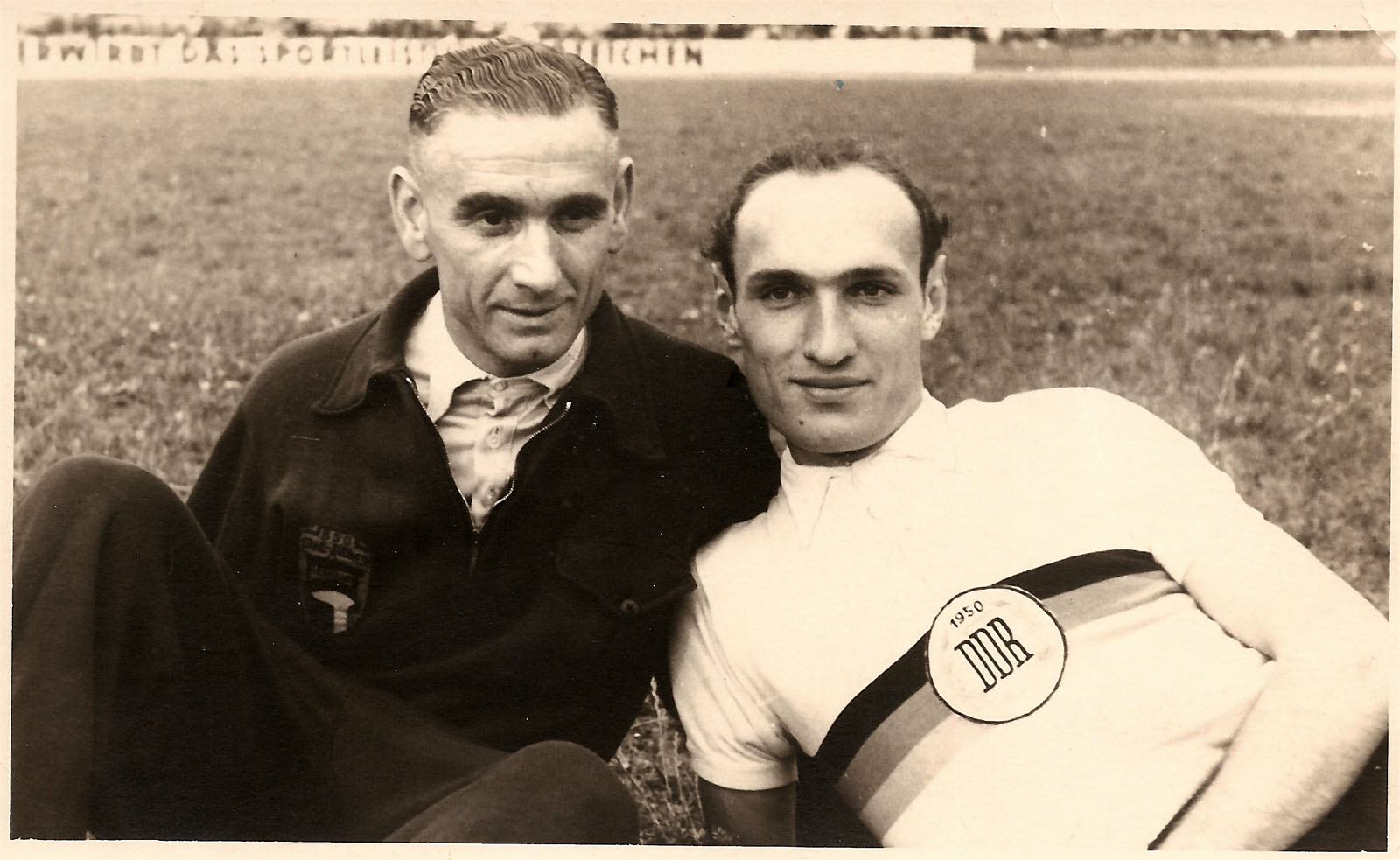
Helmut Körnig mit seinem Trainer Josef Weyand am 2. Juni 1951

Helmut Richard Körnig (* 19. September 1927 in Engelsdorf (Leipzig); † 12. Februar 1991 in Berlin) war ein deutscher Radrennfahrer.

## Sportliche Laufbahn
Helmut Körnig stammt aus einer Radsportlerfamile. Sein Vater Willy Körnig, war bereits Ende der 1920er Jahre Straßenmeister von Sachsen und unterstützte die Ambitionen seines Sohnes. 1946 hatte er sich mit Hilfe des Vaters ein Rennrad zusammengebaut und begann damit regelmäßig zu trainieren. Anlässlich der Leipziger Frühjahrsmesse 1948 wurde das Stötteritzer Dreiecksrennen veranstaltet, es war Körnigs erster Wettkampf. Drei Wochen später debütierte er auf der Bahn in Probstheida. Nach wenigen Wochen Bahntrainings wurde er Leipziger Meister im Sprint. 1950 schloss er sich der BSG Stahl Südwest Leipzig an. Hier entwickelte er sich zu einem Spitzenfahrer auf der Bahn der frühen 1950er Jahre in der DDR. Körnig wurde im Jahr 1950 zweifacher DDR-Meister im Bahnradsport. Er gewann den Titel im 1000-Meter-Zeitfahren und zusammen mit Otto Busse, Rolf Thieme und Gerd Thiemichen den Titel in der 4000-Meter-Mannschaftsverfolgung. Außerdem gewann er 1949 die Silbermedaille im Sprint und 1952 gemeinsam mit Hans Zimoch die Bronzemedaille im Tandemrennen.